# Ерди-Корта
Ерди-Корта (чечен. Ерди-Корта) — горная вершина в Урус-Мартановском районе Чечни. Высота над уровнем моря составляет 2214 метра. Гора особо почитается в народе как и озеро Галанчож. На горе сохранились руины культовых сооружений.

## География
Гора находится на северо-востоке от Моцкъара, в районе Къовхие, западный склон горы Нашхойн-лам.

## Этимология
Название состоит из двух слов: ерд/эрт — святой, корта — вершина/голова. Название Ердие корта А. Сулейманов сравнивает с «Ерди креста (?) вершина» - культ. Варианты: Ерди, Йоьрда, Йортой, Эртина. То же, что и Эртина.